# Districte de Bernay
El Districte de Bernay és un dels tres amb què es divideix el departament de l'Eure a la regió de Normandia. Té 16 cantons i 263 municipis. El cap del districte és la sotsprefectura de Bernay.

## Cantons
cantó d'Amfreville-la-Campagne - cantó de Beaumesnil - cantó de Beaumont-le-Roger - cantó de Bernay-Est - cantó de Bernay-Oest - cantó de Beuzeville - cantó de Bourgtheroulde-Infreville - cantó de Brionne - cantó de Broglie - cantó de Cormeilles - cantó de Montfort-sur-Risle - cantó de Pont-Audemer - cantó de Quillebeuf-sur-Seine - cantó de Routot - cantó de Saint-Georges-du-Vièvre - cantó de Thiberville